# Gulkajmy
Gulkajmy (niem. Gahlkeim) – osada w Polsce położona w województwie warmińsko-mazurskim, w powiecie bartoszyckim, w gminie Sępopol. W latach 1975–1998 miejscowość administracyjnie należała do województwa olsztyńskiego.

## Historia
Gulkajmy przed 1945 r. były folwarkiem, należącym do majątku ziemskiego Judyty i należały do rodziny von Kunheim. W 1949 r. była tu szkoła podstawowa, do której przeniesiono uczniów z likwidowanej szkoły w Parkoszewie. Szkołę w Gulkajmach zlikwidowano w 1977 r.
W 1983 r. Gulkajmy były wsią o zabudowie rozproszonej, składająca się z czterech domów z 54 mieszkańcami. W tym czasie funkcjonowały cztery indywidualne gospodarstwa rolne.